# 石垣山
石垣山（いしがきやま）は、神奈川県小田原市にある山。標高261.9メートル。豊臣秀吉が石垣山一夜城を築城したことで知られる。1959年に「石垣山」の名称で国の史跡に指定された。

## 史跡「石垣山」
石垣山は、小田原城の南西約2.8キロメートル地点に所在し、天正18年（1590年）、豊臣秀吉が後北条氏の小田原城を攻略した際、築いた本陣のあったところであり、その名称は城壁の石垣に由来している。旧名は笠懸山と称した。なお、石垣山城は、関東で最初に造られた総石垣の城であり、その石積みは近江国などの穴太衆（西国の石工集団）による野面積みといわれる。本陣は、4月5日に着工して6月26日に竣工し、山頂部を占めて早川を隔て眼下に小田原城方面を一望のうちにおさめることに成功した。
城跡は、長い年月を経たうえ、1923年（大正12年）の関東大震災で数多くの石垣が崩壊してしまったが、本丸を最高地点として二の丸、南曲輪、井戸曲輪などが配置されて、雄大な石垣ものこり、当時の規模や構造が明瞭に観察できる。なかでも「井戸曲輪」は、谷状地の底部に湧き出る湧水の清浄さをまもるためにわざわざ石垣をめぐらせたもので、きわめて稀少な遺構である。
小田原征伐後は廃城となったが、その歴史的意義とあわせて城歴が限定されていることは、築城史を研究する際の規準となる遺跡となっている。このような学術上の価値から、1959年（昭和34年）5月13日に北曲輪と出曲輪を除く部分が国の史跡に指定された。さらに1988年（昭和63年）には小田原市が史跡部分を公有地化した。「石垣山一夜城歴史公園」として史跡の保存と整備が進められている。

## ギャラリー

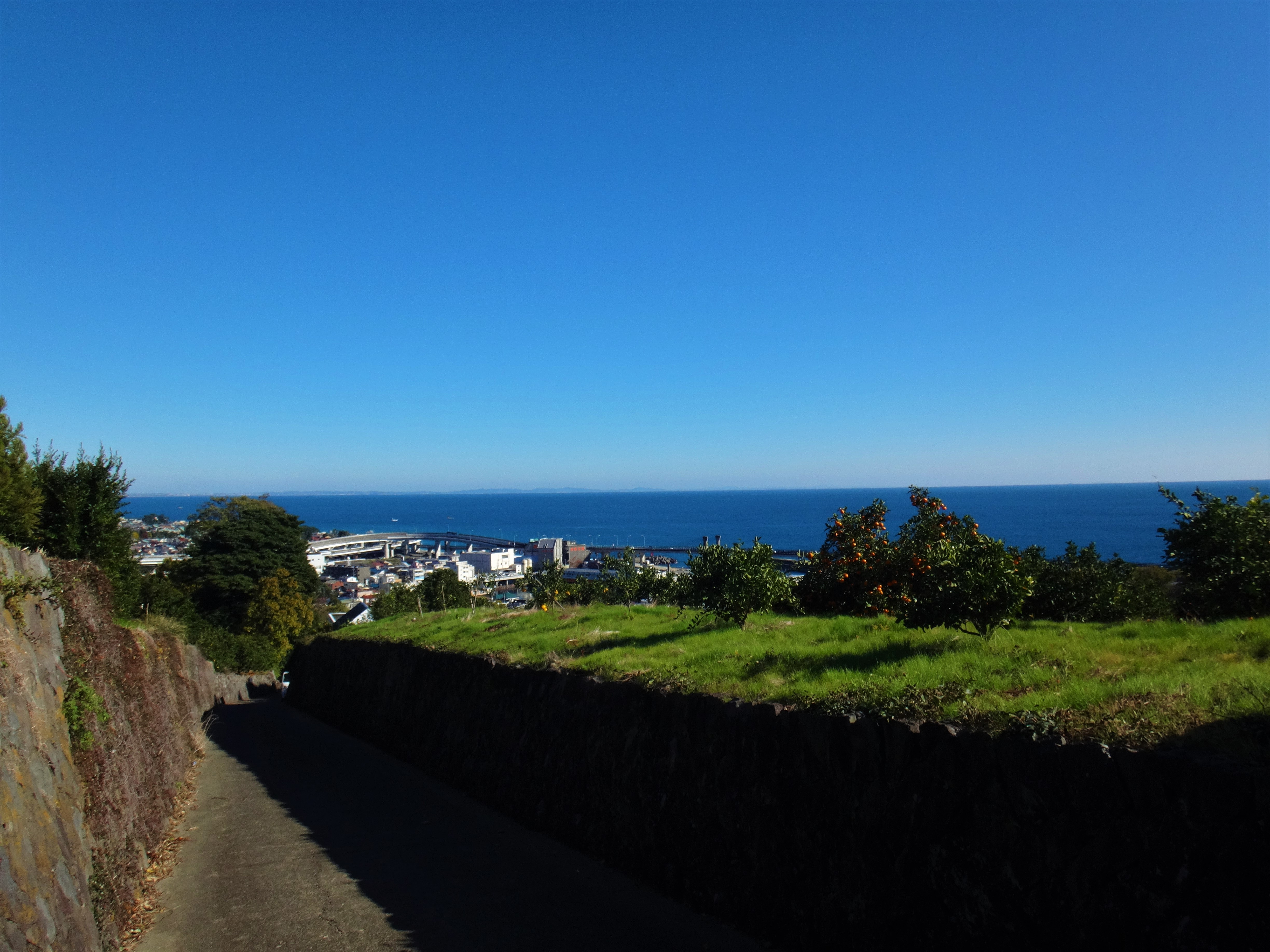
石垣山へと続くミカン畑
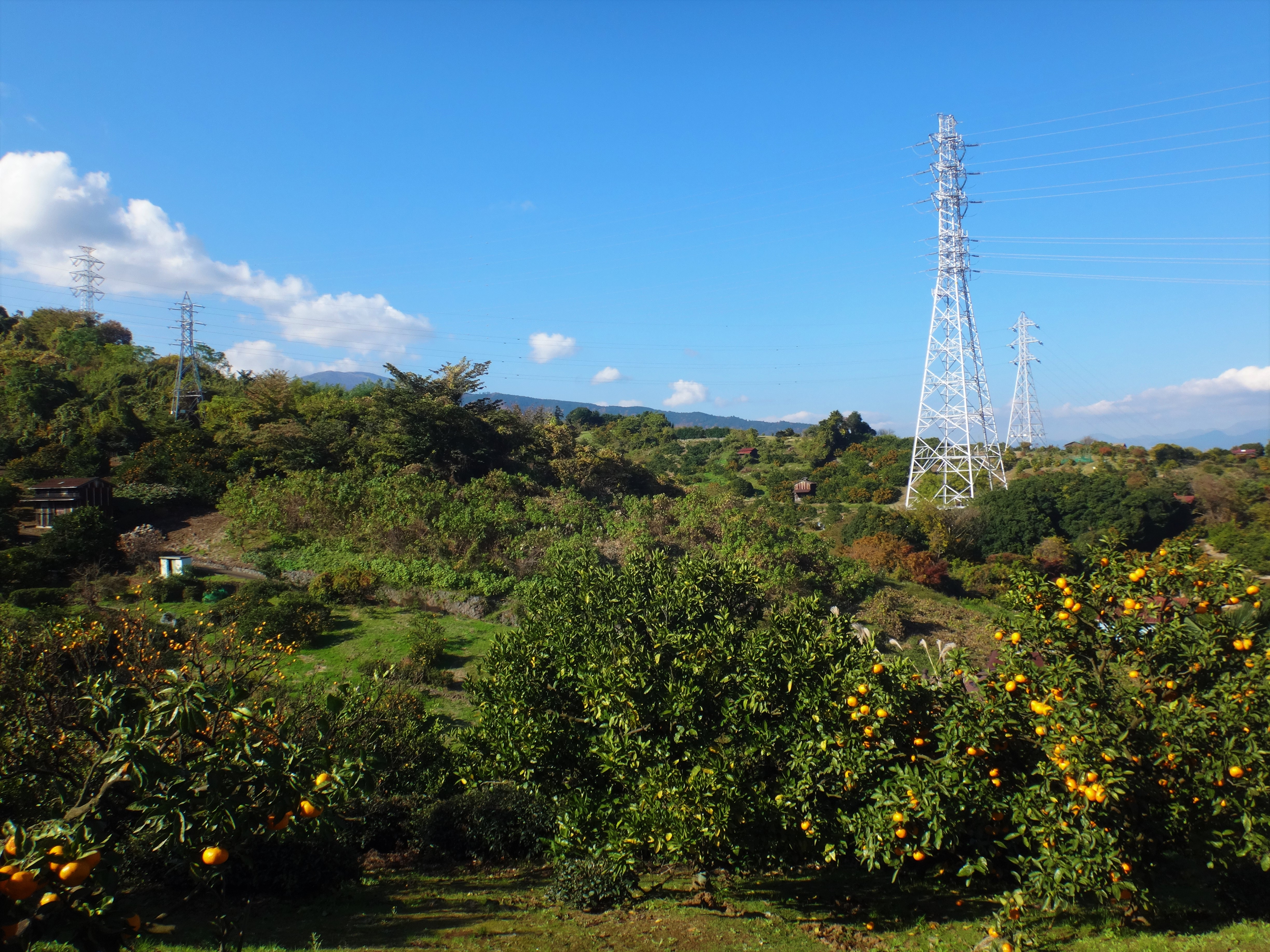
石垣山麓のミカン畑
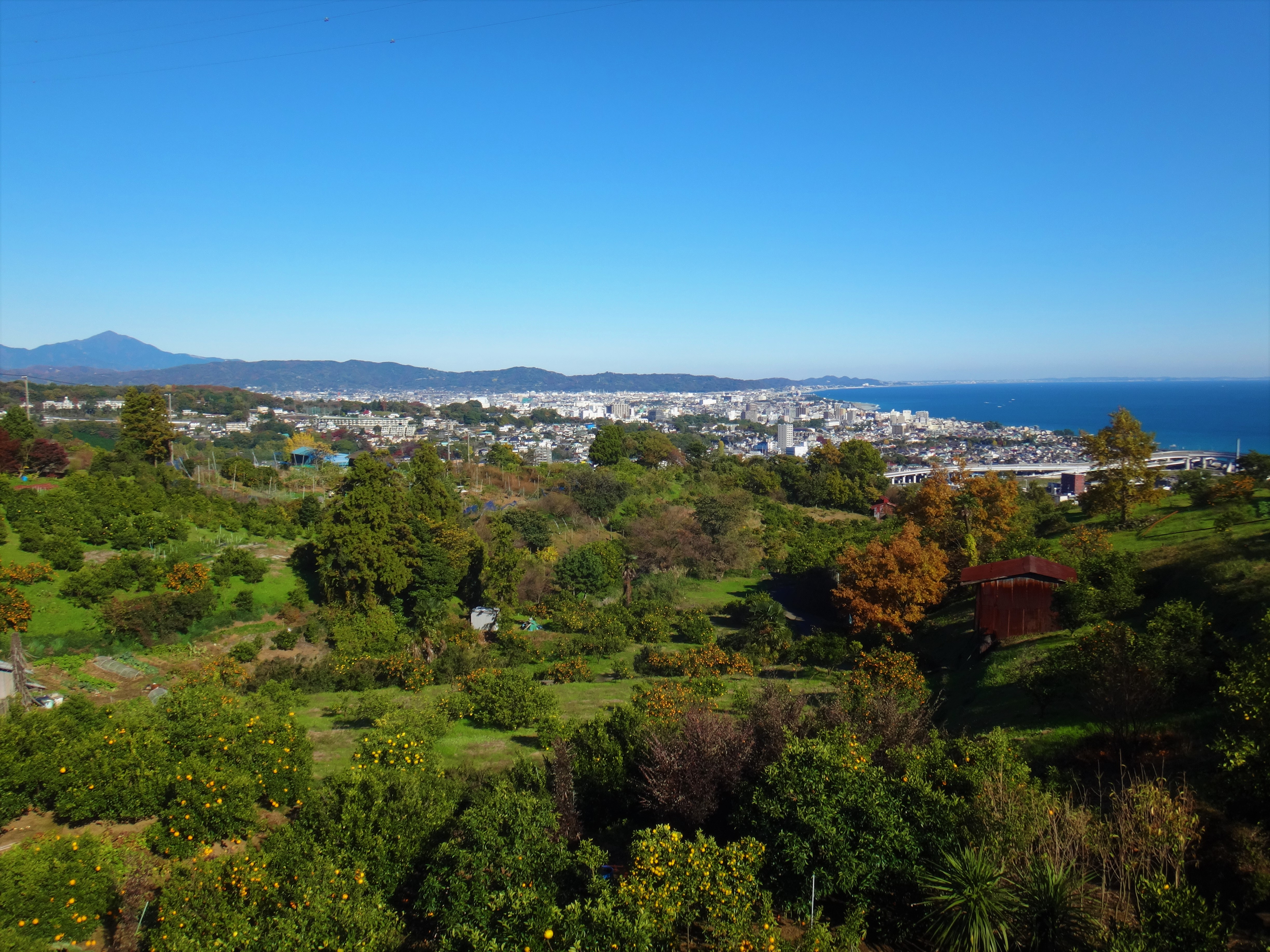
ミカン畑から大山と相模湾を眺める
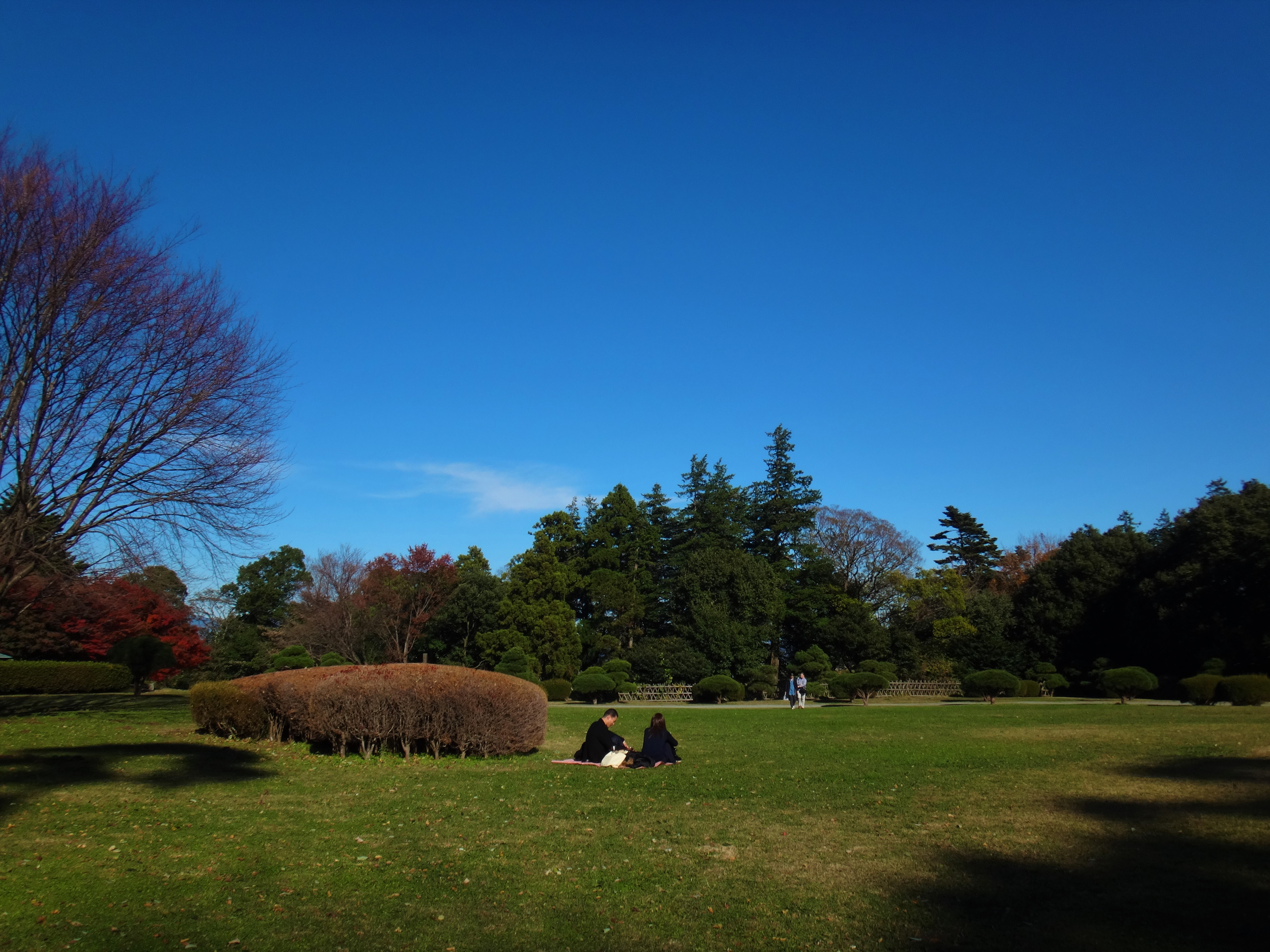
石垣山山頂の広場
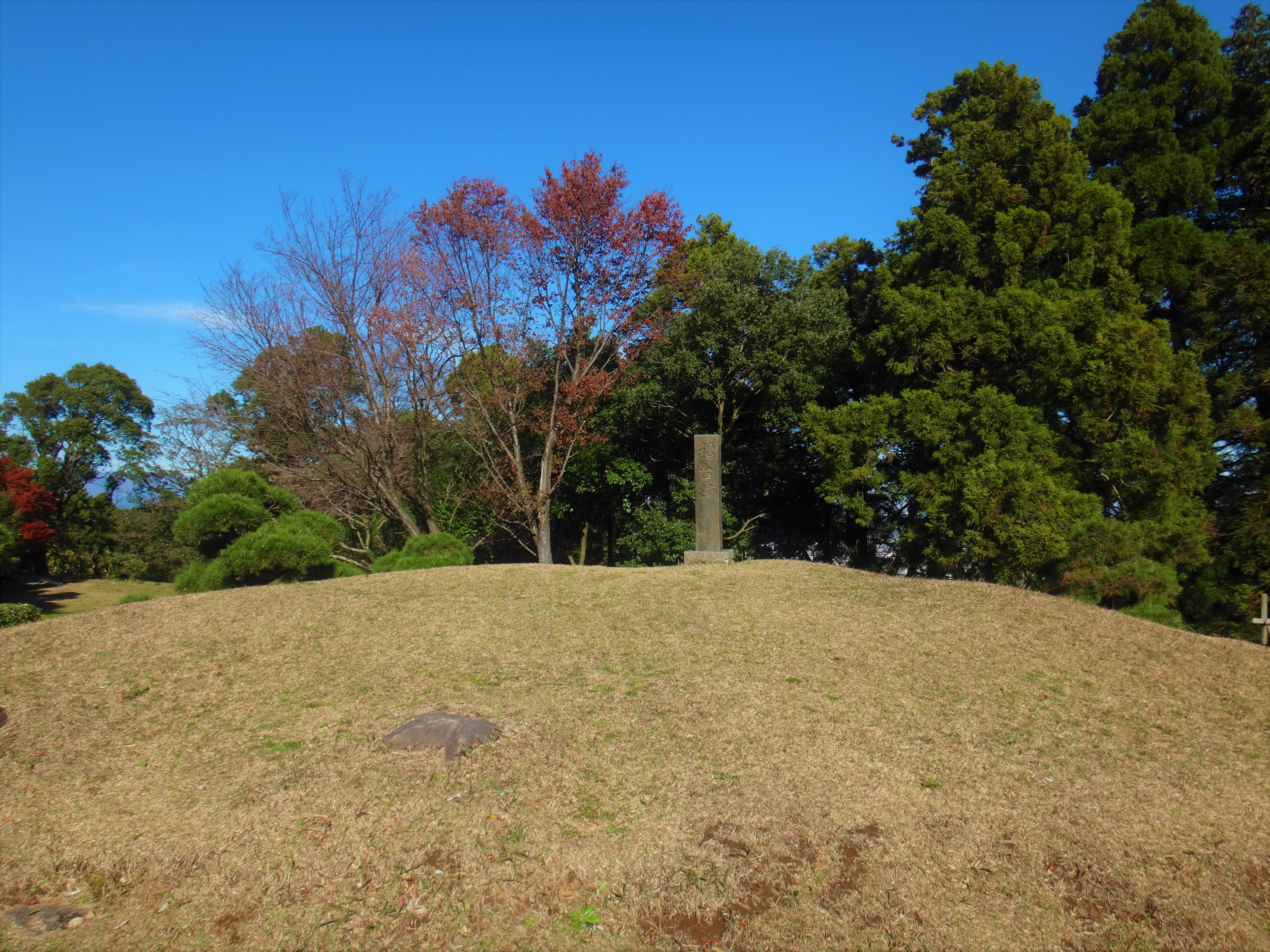
石垣山櫓台跡
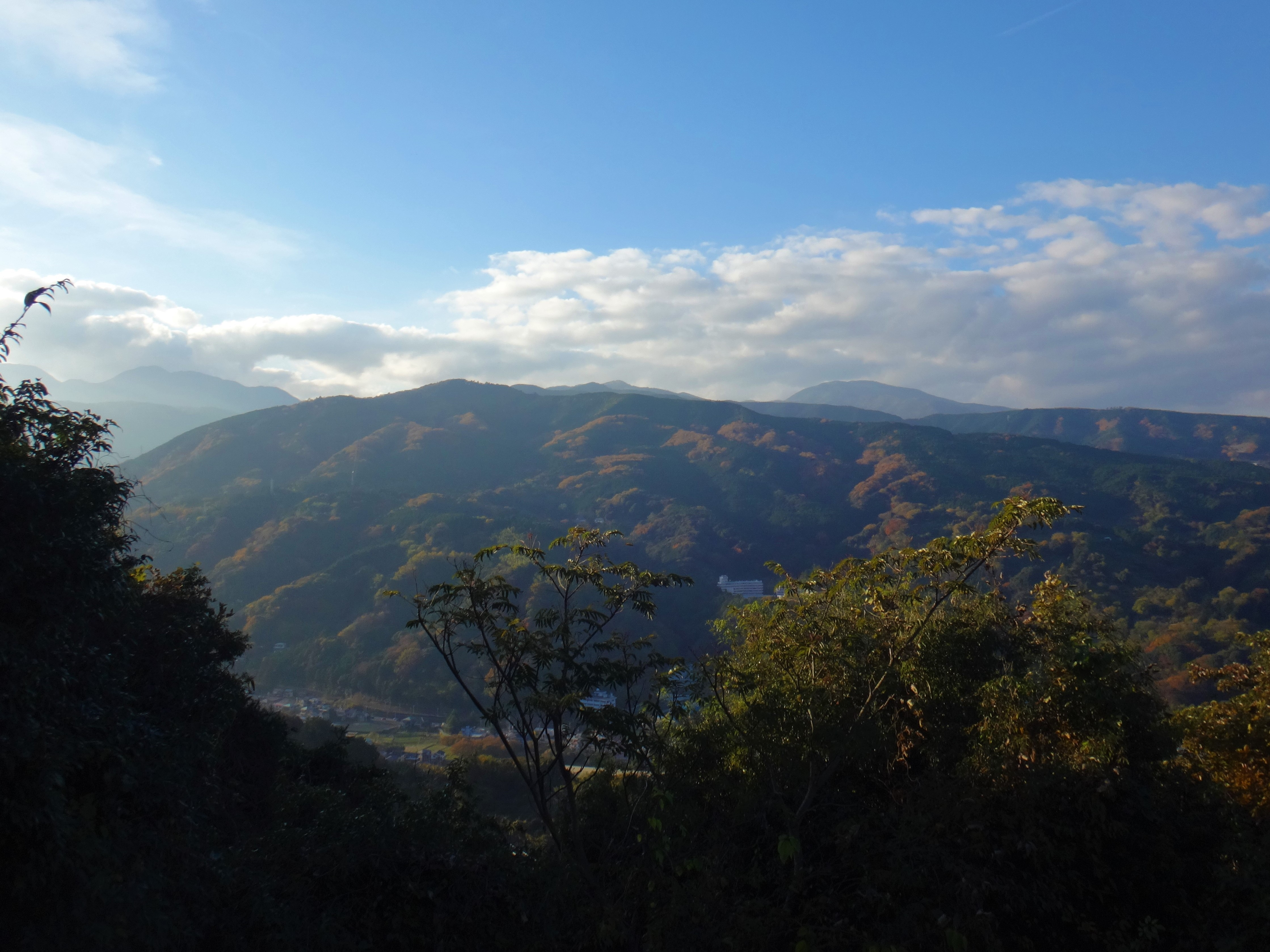
石垣山からの箱根山・明星ヶ岳・明神ヶ岳
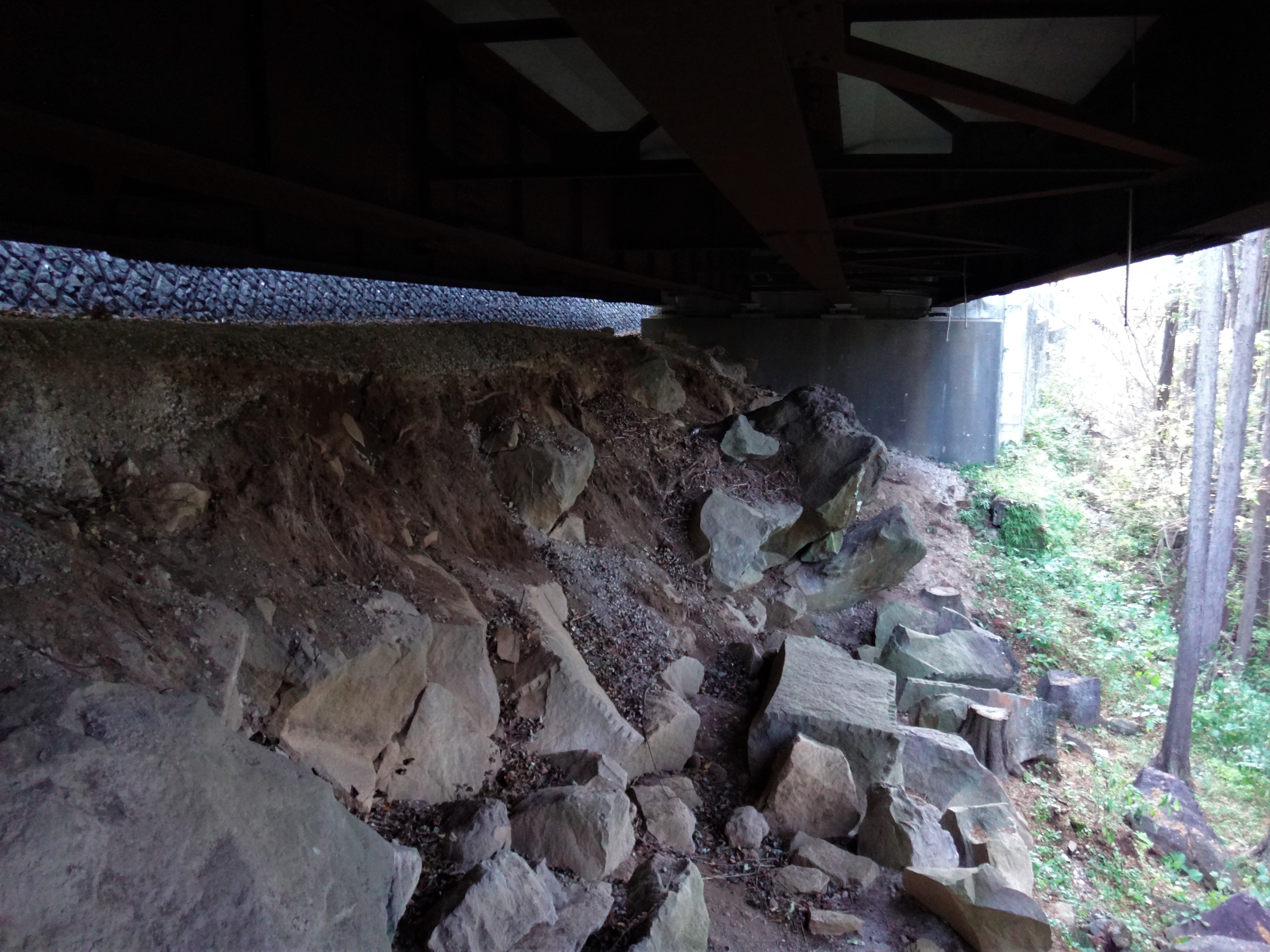
早川石丁場

## アクセス
- JR東海道線早川駅から太閤道を徒歩で登山30分
- 箱根登山電車入生田駅から徒歩で50分
- JR東海道線早川駅または箱根登山電車箱根板橋駅からタクシーで10分
- JRまたは小田急電鉄小田原駅からバスで公園入口まで